# 蒙古國教育
蒙古国教育近百年来经历了极大的发展。蒙古国的教育较大的变化与发展主要出现在社会主义时期，而在此之前蒙古地区的教育皆为宗教性的佛教教育以及只限于王公贵族的传统教育。蒙古国的教育改革基于苏联的教育模式，并在1941-1946年间发明了将传统而繁复的蒙文转写为现代西里尔字母的转写方法。这使得蒙古国的文学创作得到了极大的动力，并成为推动蒙古国国内义务教育的重要基础。1990年代由于苏联解体，蒙古国国内也由计划经济体制转变为市场经济体制。计划经济的短暂空缺使得蒙古国国内的义务教育体系蒙受了一定的挫折，严重缩水的教育投入导致了教学规模的缩减，更进一步致使入学率与升学率的下降。近年来，由于经济水平的提高，蒙古国政府对教育的投入也有了长足的增长，使得义务教育已经基本覆盖了全国。据2010年数据统计，蒙古国的平均识字率（不分男女）已经达到了97.4%，高于世界平均水平，其中女性识字率（97.9%）甚至高于男性识字率（96.9%），这在亚洲国家里也是极其鲜有的。

## 历史沿革

### 1911年前蒙古地区教育
蒙古地区的教育曾在长时间内被藏传佛教的寺院教育把持，喇嘛阶级与王公贵族为主要的施教育者与受教育者，教育地点通常位于藏传佛教寺院。藏传佛教四大活佛之一的哲布尊丹巴呼图克图就主外蒙古地区。由于藏传佛教的统治地位，藏文长时间占据教育体系内的统治地位。其教育课程也并多与佛教内容有关，主要为佛经研习与辩经，因此完成学业需要耗费大量的时间精力，但学之所得与实际社会生活以及生产经济并无过多关联。虽蒙古地区出过很多学问高深并在藏传佛教领域有一定造诣的活佛，例如创立大法会制度的哲布尊丹巴·伊什丹巴尼玛，但蒙古地区的教育与科学文化水平却一直没有得到明显提高。直到十九世纪二十年代，蒙古地区才出现了面向社会的基础教育学校。
但蒙古地区的基础教育从此以后也并未得到长足的发展。

### 1911年至1921年间
随着中国的辛亥革命推翻了清王朝的统治，蒙古地区与中国的联系也在逐渐变弱。乘虚而入的俄罗斯帝国因此与当时的中国展开了争夺蒙古的博弈，教育也是中俄博弈的领域之一。基于中华民国政府的教育政策，蒙古地区政府在蒙古地区开设了多所面向大众教授蒙文的学校。但与此同时，俄国也于蒙古开设了多所学校，教授蒙古儿童以及年轻的蒙古人俄文以及东正教教义。至1914年，蒙古地区已经有了47所教授俄文的学校。甚至于1920年在库伦开设由俄国主教的军事学校，培养蒙军干事。大量的俄文学校毕业学生使得俄文在蒙古社会成为了主流语言，东正教教义的传播也在一定程度上动摇了蒙藏僧侣统治阶级的统治地位。俄国还给予俄文学校的优秀学生赴俄留学的名额，这批学生大多在归回蒙古后称为外蒙古独立运动以及运动后的领导阶级，如杭达多尔济以及巴德玛多尔济。

### 独立后至1980年代
独立后，蒙古国的教育系统长时间被苏联把持。但在独立后的头10年里，有55%的蒙古人仍然是文盲，学生中有2.7%在俄国人开设的俄文学校里接受教育，但同一时间里却有13%的同年龄段儿童在寺院里接受传统教育。为了配合苏联主导的思想政治体系，在苏联的大力指导与支持配合下，蒙古国政府对本国教育进行了大规模而影响深远的改革。苏联主导的教育改革也将蒙古的教育推向苏联体制的方向。苏联对蒙古教育的影响首当其冲是其对蒙文转写西里尔字母的转写方式的创立。西里尔字母书写的蒙文被定为蒙古国内的官方文字，此举直接导致了传统的寺院教育的分崩离析。其后蒙古国的所有寺庙更被政府于1939年下令全部关闭。苏联也在教育改革中奠定了蒙古义务教育的基础，但却可以减少了对蒙古高等教育的支持与发展。由此苏联将蒙古国内的优秀分子吸引到苏联留学，并将他们培养为倾向苏联的新一代的蒙古统治阶级。

### 1980年代至今
1981年，教育支出占到了蒙古国国家预算的20%。1985年时，55%的蒙古国民（约52万人）接受过从小学基础教育到大学不等的系统教育。1985年时蒙古已经拥有超过900所普通教育学校（小学以及中学），40个职业技术学校，28所中等专业学校，1所大学以及7所学术研究机构。1985年时幼儿园内的学生已经占到了适龄儿童的20%。大力的教育投入使得蒙古国的教育得到了长足的发展。

## 教育体系
蒙古国的教育体系与前苏联的教育体系基本相同，设有为期八年的基础教育以及总长为十年的学制。当学生完成八年的义务教育后，可以选择进入高级中学或者高等专科学校就读。另外，蒙古国还有专门的成人教育体系。

### 学前教育
蒙古国拥有较发达的学前教育体系，其学前教育任务主要为公立的幼儿园承担，但私立的幼儿园也占到了学前教育总体组成的相当部分。目前，蒙古国境内已经有超过700家的公私立幼儿园，基本遍布了蒙古国全境。蒙古国的基础教育的基础是在苏联时期便已打下，苏联时期的蒙古政府规定每个地区都必须有至少一所幼儿园，并且选派经过培训的幼儿教师负责幼儿的学前教育。这使得蒙古国的学前教育至今也保持着较高的水平。蒙古国为数众多的私立幼儿园也提供于国际接轨的语言教育，主要为俄蒙双语教育。值得一提的是，虽然蒙古国的学前教育并不在义务教育的范畴，但进入公立的幼儿园也只需交很低的学费。

### 基础教育与中等教育
蒙古国的基础教育完全照搬了苏联的体系，分为四年小学与四年初级中学。目前，蒙古国已经开设了覆盖全国的小学与初中教育教育，学生的法定入学年龄是7岁。蒙古国法律同时规定，当一个学生完成了义务教育后，有三条路可以走，分别是选择接受高等教育，进入高级职业学校或者直接参加劳动。 据2008年统计，普通初级中学的毕业生，有大约20%进入了高级中学，大约40%进入了职业技术学校，其余投入了劳动大军中。
截至2003年，蒙古国全国共有688所中小学和大约528000名学生以及20725教师。同时，有20,000名学生学习于32所职业技术培训中心，有超过800名教师为他们提供教育。

### 高等教育与成人教育

#### 高等教育
截至2003年，蒙古国共有178所高校，但只有48所是公立的。然而，与有着98031名学生的公立大学们相比，只拥有31197名学生的私立大学规模明显小很多，这说明政府资助的高等教育在蒙古的持续的重要性。原先，在共产党统治下，所有高等教育是免费的。但自20世纪90年代初，进入高等教育学府必须缴纳学费，不过政府可以提供助学金和奖学金给那些难以负担学费的学生。
蒙古有很多大学，其中最著名的是乌兰巴托国立大学，这所大学成立于1942年，下辖三个系：师范系，医疗系和兽医学系。值得一提的是，该学院的教学语言是俄罗斯语。1983年在大学内建立的工程学院和俄语教师培训学院后来成为独立的机构，分别被称为理工学院和俄语语言研究所。其中，理工学院拥有大约5000名学生，主要学习工程和采矿专业。另外一所著名大学是蒙古国立大学，拥有约4000名学生，学校主要教授纯科学和数学、社会科学、经济学和语言学。蒙古国立大学90％以上的教师是蒙古人，其他教师也是来自俄罗斯，东欧，法国和英国。
除了蒙古国立大学，蒙古国内还有七个高等院校和其他研究机构，他们分别是：国家医药农业研究所、国家经济研究所、国家俄语研究所、国家教育研究所、国家科学研究所以及国家体育文化研究所。

#### 远程教育与成人教育
现在，蒙古政府通过教育，文化和科学部以及非政府组织和政府以外的组织，实施了远程非正规教育方案，业以促进基本技能的发展。目前，蒙古的120万成年人中的100000人正在参加某种形式的远程教育。教育过程中会经常使用无线电通信，来克服距离的问题。这种教育方法特别适合于游牧民族，因为他们的移动生活方式不利于固定电话通信。这些远程教育课程的重点是帮助牧民们掌握更多的生产生活技能，了解可能会发现在日常生活中有用的事物，例如保健以及急救。除此之外，也有其他专门教授生产知识的课程，从羊毛生产到烹调到马鞍制作无所不有。这帮助农村居民提高了日常生活技能和产生的收入。同样，在生产课程中，会计和市场营销的基本业务被列为教导的内容，以便提高农村居民的财务状况。除此之外，教授内容还有经典童话故事，教识数学和时事新闻。非正规教育是为辍学者达到一所小学等效教育水平的途径之一。 从2000年到2004年，一共有28356学生接受了此种形式的远程教育。

## 女性教育
与大多数亚洲国家不同的是，女性在蒙古教育中占了更重要的地位。2010年的数据显示，妇女占所有接受高等教育学生的63％，女生在中等专业学校占学生的58％。在普通学校，67％的教师是妇女，女性教师也占了中等专业学校的50％和高校教师的33％。蒙古女性识字率（97.9%）甚至高于男性识字率（96.9%），这在亚洲国家里也是极其鲜有的。